# Dolni Tsibăr
Dolni Tsibăr (bulgariska: Долни Цибър) är ett distrikt i Bulgarien.   Det ligger i kommunen Obsjtina Văltjedrăm och regionen Montana, i den nordvästra delen av landet, 130 km norr om huvudstaden Sofia.